# ミカエル・シルヴェストル
ミカエル・サミー・シルヴェストル（Mickaël Samy Silvestre, 1977年8月9日 - ）は、フランス・シャンブレー・レ・トゥール出身の元サッカー選手、元フランス代表。ポジションはセンターバック及び左サイドバック。

## クラブ経歴

### 初期
グアドループ出身の父の下、フランスのシャンブレー・レ・トゥールに生まれたシルヴェストルは、ブルターニュを拠点とするスタッド・レンヌの下部組織を経て、1995-96シーズンに同クラブのノルンからプロ初出場を飾る。レンヌ在籍中に評価を得た末、1998-99シーズンにセリエAのインテルナツィオナーレ・ミラノと同僚のウスマーヌ・ダボと契約し、リーグ戦18試合、UEFAチャンピオンズリーグ 1998-99で7試合に出場してそれなりの出場機会を得られていたが、プレー内容から批判され、同シーズン終了後に左サイドバックを務めるグリゴリオス・ゲオルガトスの加入によって余剰戦力となった。

### マンチェスター・ユナイテッド
プレミアリーグのリヴァプールFCを指揮する同胞ジェラール・ウリエ監督から勧誘されたものの、1999年9月9日に移籍金400万ポンドでマンチェスター・ユナイテッドFCと契約し、デニス・アーウィン、ロニー・ヨンセン、ウェズ・ブラウンの守備陣が相次いで出場出来なかったこともあり、加入僅か2日後の11日にリヴァプール戦で初出場を飾った。ユナイテッドでの最初のシーズンは、ヨンセンの負傷離脱の影響からセンターバックの位置で起用される中、ウィンブルドンFC戦を象徴するような不安定な守備やコンビを組むヤープ・スタムとの連携もあまり良くなかったために批判されていたが、アレックス・ファーガソン監督はシルヴェストルがリーグの適応に苦労しているのを認めながらも、リーズ・ユナイテッドAFC戦でのプレーを例に挙げて能力の高さを称賛したように信頼は厚く、主力としてリーグ優勝を経験した。
次の2000-01シーズンは、引き続きセンターバックとしてプレーしつつ、終盤に左サイドバックのアーウィンからポジションを奪取する程の活躍を見せ、感銘を与えたが、3季目は精彩を欠いており、2001年8月26日のアストン・ヴィラ戦では守備のミスから早々にダリウス・ヴァッセルに決められて前半終了後に交代を命じられていたことから、以後はレギュラーから外されるだろうと見られていた。事実、アーウィンが優先されており、それのファーガソン監督の決定にシルヴェストルは公に不満を公言し、冬の移籍市場での退団を示唆していた。しかし、後にファーガソン監督との亀裂を否定しており、「当初は控えの立場が嫌だったが、現在はプレー出来ているから不満はない」としているように再びレギュラーに返り咲くと、2002年4月2日のUEFAチャンピオンズリーグ 2001-02でのデポルティーボ・ラ・コルーニャ戦（2-0）でクロスによってルート・ファン・ニステルローイの得点をアシストした。
2002-03シーズンは当初左サイドバックを務めていたが、負傷のリオ・ファーディナンドや同胞ローラン・ブランの衰えから人員不足のみならず失点数から見てもセンターバックに不安があったため、2002年11月26日のUEFAチャンピオンズリーグ 2002-03でのFCバーゼル戦で苦戦を強いられている若手のジョン・オシェイに代わって試合中にセンターバックに転向させられると、見事ファーガソン監督の期待に応えており、以後はブラウンとセンターバックでコンビを組んでチームの懸念材料を解決させる程の活躍を見せた結果、12月17日に契約を4年延長させることに成功した。
翌2003-04シーズンは、親善試合でのストーク・シティFC戦で負傷した影響で離脱する場面があったものの、昨季に引き続きセンターバックとしてプレーし、ファーディナンドと新コンビを組んでおり、ファーディナンドが薬物検査によって出場停止している間は、ブラウンやオシェイと連携を築き、シーズン終盤にFAカップを制することに貢献した。その後、出場停止が明けたファーディナンドと再度コンビを組んだ2004年9月21日のリヴァプールとのノースウェスト・ダービーでは、頭で2得点を挙げた。
2006年冬の移籍市場でセンターバックにネマニャ・ヴィディッチ、左サイドバックにパトリス・エヴラが加入し、1月14日のマンチェスター・シティFCとのマンチェスター・ダービーで批判されたように同シーズンは精彩を欠いていたことから、厳しい状況になることが予想されており、また、同時期にオリンピック・リヨンからオファーがあったものの、チーム残留してポジション争いを誓った。センターバックのコンビには、ファーディナンドとヴィディッチが選択されているが、ガブリエル・エインセが負傷による長期離脱となったため、後半戦は左サイドバックでの出場機会を得ており、新加入のエヴラが適応に苦しんでいたこともあって最後までポジションを確保し、8月11日には契約を2009年まで延長した。
しかし、2006-07シーズンは苦難の連続であった。エヴラの好調から出場が制限される中、左サイドバックとして起用された2006年8月26日のワトフォードFC戦では、先制点を挙げているが、守備のミスから失点に関与してしまう。9月17日のアーセナル戦で中足骨を負傷して11月までの離脱となり、さらに、2007年3月8日のUEFAチャンピオンズリーグ 2006-07でのリール戦では、エフスタティオス・タヴラリディスとの競り合いで肩を脱臼し、手術が必要なためにシーズンを終了した。エヴラや負傷から復帰したエインセの存在から更なる困難が予想されながらも、ユナイテッドに留まることを同シーズン終了後に宣言をしており、2007年夏のニューカッスル・ユナイテッドFCからのオファーは、友人のダボを殴打したジョーイ・バートンの存在もあって拒否した。
2007-08シーズンは、開幕前にエインセが移籍したことでエヴラと定位置争いをすることとなったが、9月15日のエヴァートンFC戦で膝の靭帯損傷により、またしても長期の離脱となる。そのままシーズンを終了するほどの大怪我と報じられていたが、24日にファーガソン監督から「フランスでの出術は成功し、3月には戻ってくるだろう」と発表されたように、2008年3月20日のリザーブでのマンチェスター・シティ戦で復帰を果たし、4月9日のUEFAチャンピオンズリーグ 2007-08でのASローマ戦でトップチームの試合に9月の負傷以来の出場をした。

### アーセナル

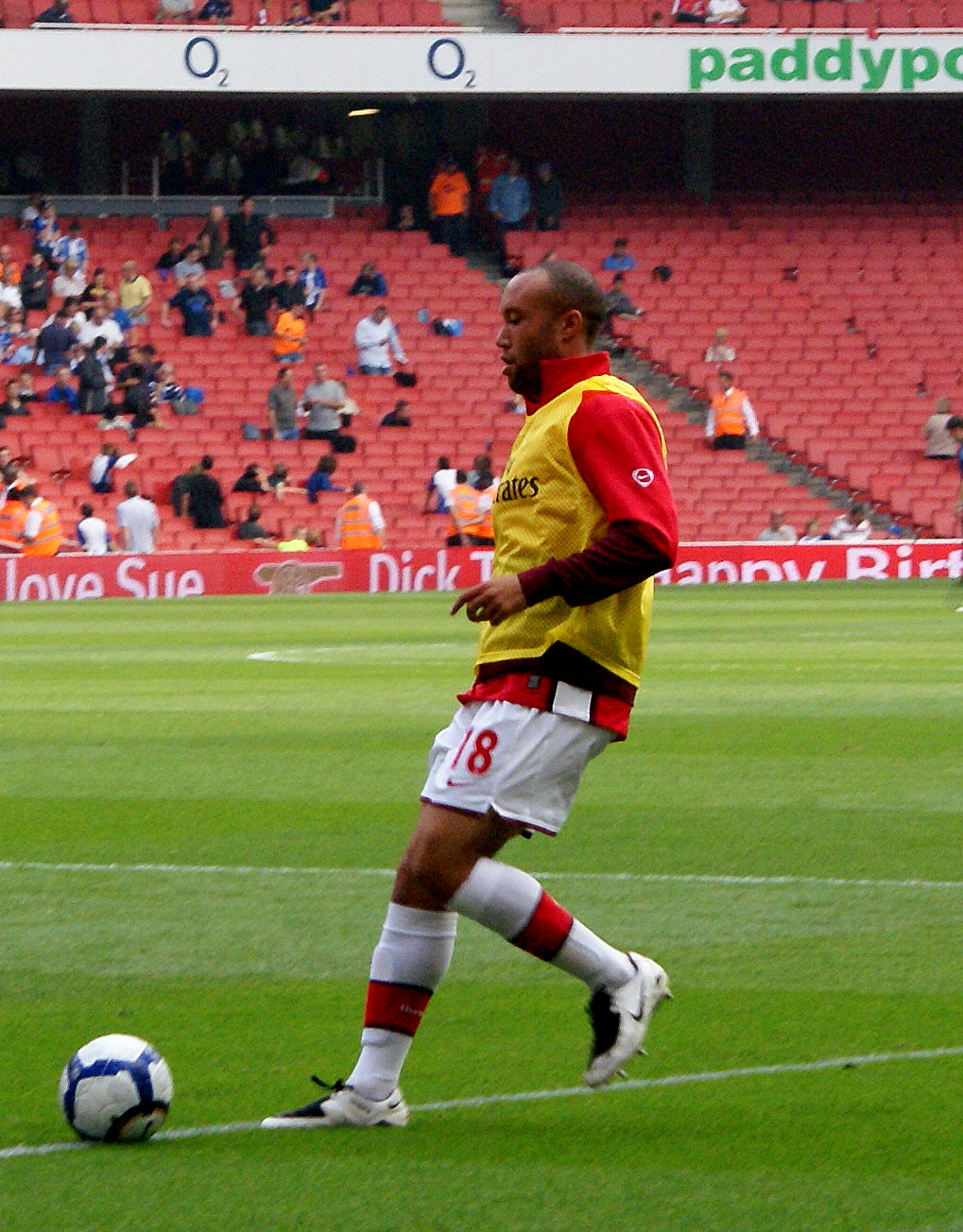
試合直前の練習でのシルヴェストル

2007-08シーズン終了後にFCジロンダン・ボルドーを指揮するブラン監督から勧誘され、移籍を仄めかしていたものの、最終的に首を縦に振らず、残留が既定路線かと思われており、その後、サンダーランドAFC、パリ・サンジェルマンFCからのオファーにも動かなかった。最終的にマンチェスター・シティのオファーに応じることとなったが、身体検査の際にアーセナルが関心を寄せているとの情報を耳に入れると、途中で切り上げてロンドンへ向かい、2008年8月20日にアーセナルと2年契約を締結した。移籍金は75万ポンドと考えられており、ライバル関係にあるアーセナルへの移籍は1996年のマット・ウィックス（en）以来だった。
アーセナルへ加入した当初は負傷の影響から試合に出られない状況が続き、2008年10月のリザーブでのストーク・シティ戦で初出場、センターバックを務めた18日のエヴァートン戦で待望の公式戦初出場を飾ると、2試合目の出場となったUEFAチャンピオンズリーグ 2008-09でのフェネルバフチェSK戦では、ダニエル・グイサのシュートが当たってしまい不運な形でオウンゴールとなったが、後半にアレクサンドル・ソングの得点をアシストした。10月29日のトッテナムとのノース・ロンドン・ダービー（4-4）で移籍後初得点を挙げているが、守備の甘さから試合後に他2名と共にアーセン・ヴェンゲル監督に名指しで非難された。2010年4月6日のUEFAチャンピオンズリーグ 2009-10でのFCバルセロナ戦でソル・キャンベルとウィリアム・ギャラスが体調不良や負傷の影響から先発しているが、リオネル・メッシのパスを防ぐも、跳ね返ったところをペナルティーエリア外からメッシに決められて失点に関与し、4月15日のトッテナムとのノース・ロンドン・ダービーではガレス・ベイルへの守備の甘さに加え、ジャーメイン・デフォーのベイルへのパスを簡単に通らせてしまったことに加え、ベイルへのマークの甘さによってまたしても失点に関与してしまい、チームの僅かながらの優勝の可能性が潰えた。シーズン終了後の6月に契約満了に伴い退団が決定となり、アーセナルの2季でUEFAチャンピオンズリーグに9試合、リーグ戦に先発21試合出場した。

### ブレーメン
カイセリスポルとフラムFCのオファーを断った末、2010年8月30日にドイツ・ブンデスリーガのヴェルダー・ブレーメンと2年契約を締結し、ペア・メルテザッカーの相方を目指すことになった。実際には開幕以降で左サイドバックを務めており、足の遅さや多くのミスにクラウス・アロフススポーツディレクターから批判されながらも、王者ボルシア・ドルトムント戦（2-0）で移籍後初得点を挙げ、最終的に主力としてリーグ戦で26試合1得点を記録した。しかし、次の2011-12シーズンは開幕前の7月に深刻な膝の負傷に見舞われており、2012年1月21日の1.FCカイザースラウテルン戦でセバスティアン・プリョードルに代わって前半に復帰を果たしているが、以降の出場はなく、契約満了に伴って5月に退団となった。

### ポートランド・ティンバーズ
ブレーメン退団後はプレミアリーグへ復帰を目指し、2012年9月にはウェストハム・ユナイテッドFCのトライアルを受け、10月にはフィットネスを維持させるために古巣マンチェスター・ユナイテッドで練習をしており、その後は古巣アーセナルでも練習に参加していた。
その一方で9月には新興チームのドドサルFC（en）と交渉し、Iリーグに参入する2013年1月に移籍することを示唆していたが、クラブがリーグ参入を拒否したことで破談となった（なお、クラブは最終的にムンバイ・タイガーズとして2部に参入している）。2013年1月下旬からメジャーリーグサッカーのポートランド・ティンバーズ、2月にはシアトル・サウンダーズFCのトライアルを受けた末、2月20日にポートランド・ティンバーズと2年契約を締結した。なお、ティンバーズはシルヴェストル獲得のためにサウンダーズと2014年度補足ドラフト、2015年度スーパードラフトでの指名権と引き換えに獲得している。3月4日のニューヨーク・レッドブルズ戦で初出場を飾ったが、バックパスをした際にGKドノヴァン・リケッツ（en）との連携ミスを突かれてファビアン・エスピンドラ（en）の得点を許すと、さらに、ロングボールの処理ミスを再度エスピンドラに突かれて得点を決められ、2失点に関与した。散々なデビュー戦ながらも、デビュー戦から9試合中8試合に出場し、その内3試合の完封に貢献していたものの、5月2日のニューイングランド・レボリューション戦で左足前十字靭帯断裂となり、半年から9ヶ月の離脱が決定した。
2014年新シーズンに向けて合宿に参加していたが、センターバックには昨年度の主軸パ・モドゥ・カー（en）、ママドゥ・ダンソ（en）の存在に加え、ノルベルト・パパラット（en）、ブライアン・ガジェゴ（en）、ローシャン・マッケンジー（en）が次々と補強されたことで構想外濃厚となり、1月27日に双方合意の上で契約解消、退団が発表された。

### チェンナイイン
2014年9月30日、インディアン・スーパーリーグのチェンナイインFCに加入した。シーズン終了後に退団し、その後引退した。

### 引退後
引退後、2015年7月に古巣レンヌのフットボールディレクターに就任したが、2016年12月22日に双方の合意により退任した。

## 代表経歴
世代別代表で1996年のUEFA U-18欧州選手権と1997 FIFAワールドユース選手権に出場した後、負傷したフィリップ・クリスタンヴァルの代役として、ロジェ・ルメール監督によって2001年2月27日の親善試合でのドイツ戦（1-0）に初招集され、初出場を飾る。以降、ローラン・ブラン、マルセル・デサイー、フランク・ルブーフに次ぐセンターバックの4番手として出場機会が限定されている中、ブランとルブーフが負傷したことで、4月26日のポルトガル戦（4-0）にデサイーと共に先発出場すると、完封に貢献して代表初得点も挙げる。また、FIFAコンフェデレーションズカップ2001と2002 FIFAワールドカップにも参加した。
ジャック・サンティニ監督政権下では主軸を務め、2002年8月11日のチュニジア戦で代表2得点目を記録する。そして、主要大会にはFIFAコンフェデレーションズカップ2003とUEFA EURO 2004に参加し、特にEURO 2004は準々決勝までの4試合全てに先発出場しているが、イングランド戦（2-1）でウェイン・ルーニー、クロアチア戦でジョヴァニ・ロッソ（en）をそれぞれ倒してペナルティーキックを与えるミスをしている。
2006年6月23日の2006 FIFAワールドカップでのトーゴ戦を最後に代表から遠ざかっており、2008年11月14日にレイモン・ドメネク監督によって19日のウルグアイ戦へ向けて招集されたが、未出場に終わっている。

## 私生活
娘3人と息子1人を授かる。サッカー以外にはラム酒を扱うビジネスをしている。

## 代表歴

### 出場大会
- フランス代表
  - 2002 FIFAワールドカップ
  - 2006 FIFAワールドカップ

### 試合数
- 国際Aマッチ 40試合 2得点（2001年-2006年）[78]

| フランス代表 | 国際Aマッチ | 国際Aマッチ |
| 年           | 出場        | 得点        |
| ------------ | ----------- | ----------- |
| 2001         | 9           | 1           |
| 2002         | 7           | 1           |
| 2003         | 10          | 0           |
| 2004         | 10          | 0           |
| 2005         | 0           | 0           |
| 2006         | 4           | 0           |
| 通算         | 40          | 2           |

## タイトル
代表
フランス代表
- UEFA U-18欧州選手権 : 1996
- FIFAコンフェデレーションズカップ : 2001, 2003

クラブ
マンチェスター・ユナイテッドFC
- プレミアリーグ : 1999-2000, 2000-01, 2002-03, 2006-07, 2007-08
- FAカップ : 2003-04
- フットボールリーグカップ : 2005-06
- FAコミュニティ・シールド : 2003, 2007
- UEFAチャンピオンズリーグ : 2007-08
- インターコンチネンタルカップ : 1999